# Ernst Kloss
Ernst Kloss (ur. 7 lutego 1897 we Wrocławiu, zm. tamże między 20. i  23. lutego 1945) – niemiecki  historyk sztuki.

## Życiorys
Był synem kupca; historię sztuki studiował od 1916 we Fryburgu Bryzgowijskim, a od 1919 w Monachium. Doktoryzował się 1923 u Heinricha Wölfflina w Monachium na podstawie dysertacji „Die Entwicklung des deutschen und niederländischen Holzschnittstils im 15. Jahrhundert” (Rozwój niemieckiego i niderlandzkiego drzeworytu w XV wieku). Do końca życia utrzymywał z Wölfflinem korespondencję. 
Brał udział w I wojnie światowej, odznaczony Żelaznym Krzyżem 1. Klasy (którego nigdy nie zakładał). Od czerwca 1926 pracował naukowo w Schlesisches Museum der bildenden Künste we Wrocławiu. Brał udział w opracowaniu krytycznego katalogu monumentalnej wystawy Schlesische Malerei und Plastik des Mittelalters, 1929. Był twórcą wystawy dzieł Michaela Willmanna (1930) i autorem pierwszej, wyczerpującej monografii tego artysty (Breslau 1934), zawierającej prócz analizy i rekonstrukcji przebiegu twórczości także katalog dzieł artysty, zachowanych przede wszystkim na terenie Dolnego i Górnego Śląska.
W 1933 przewidywany na stanowisko dyrektora wrocławskiego muzeum nie otrzymał tej nominacji z powodu anty-nazistowskich przekonań politycznych oraz wypowiedzi i zainteresowań badawczych sztuką nowoczesną. Zwolniony z muzeum 31 sierpnia 1934. Następnie był pracownikiem konserwatora zabytków prowincji dolnośląskiej. Jako „nieodpowiedzialny” oficer zwolniony z wojska na początku II wojny światowej. W ostatnich latach wojny pracował (na zlecenie gubernatora Hansa Franka) nad twórczością Wita Stosza (liczący trzy tomy manuskrypt spłonął wraz z biblioteką we wrocławskim domu Klossa po jego śmierci). W lutym 1945 popełnił samobójstwo; pochowany jest w ogródku posesji nr 4. na ulicy Akacjowej we Wrocławiu.

## Publikacje
- Die Entwicklung des deutschen und niederländischen Holzschnittstils im 15. Jahrhundert. Beiträge zu einer Geschichte der Sehformen. Dissertation, München 1923.
- Das Breslauer Evangelistar R. 509 und die Entwicklung der Filigraninitiale. In: Jahrbuch für Kunstwissenschaft, München 1928, S. 192–205.
- Michael Willmann. Leben und Werke eines deutschen Barockmalers, Breslau 1934.
- Die schlesische Buchmalerei des Mittelalters. Deutscher Verein für Kunstwissenschaft, Berlin 1942.
- Drei unbekannte Bilderhandschriften aus der Blütezeit der böhmischen Malerei. In: Zeitschrift des Deutschen Vereins für Kunstwissenschaft 9, 1942, S. 1–22.
- mit Herbert Rode, Wilhelm Stepf, Hilde Eberle: Die Bau- und Kunstdenkmäler des Kreises Tost-Gleiwitz (= Die Bau- und Kunstdenkmäler Schlesiens. Regierungsbezirk Kattowitz. Bd. 5). Breslau 1943.
- Veit Stoß. Der Krakauer Marien-Altar. (= Der Kunstbrief 28). Gebr. Mann, Berlin 1944.